# Strada statale 162 dir del Centro Direzionale
La strada statale 162 dir del Centro Direzionale è un asse viario della Città metropolitana di Napoli, collega il quadrante nord orientale dell'hinterland napoletano al centro direzionale e alla Tangenziale di Napoli. 
Classificata come strada extraurbana principale; ha una lunghezza di 16,2 km, l'arteria oltre a collegare con il CDN e la tangenziale permette anche il collegamento con e la rete autostradale italiana, oltre che alle superstrade locali come la Circumvallazione Esterna di Napoli, Asse Mediano, Asse di Supporto Nola-Villa Literno e la Statale del Vesuvio.

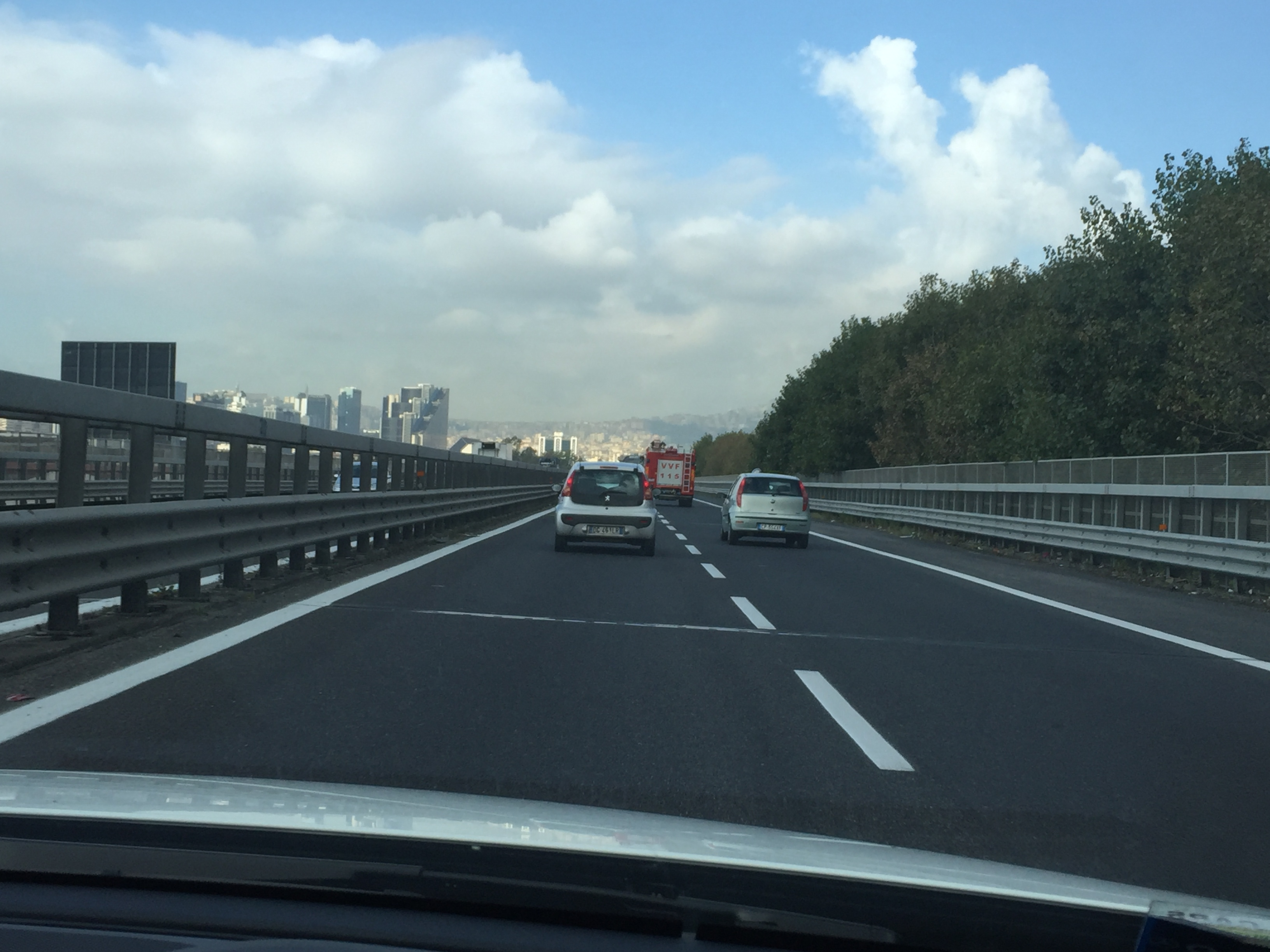
La SS 162 dir. Si può notare sullo sfondo il Centro Direzionale di Napoli

Fino al 2001 è stata gestita dall'ANAS e dal comune di Napoli, in seguito la tratta ANAS (14,90 km) passò in gestione alla provincia; dal 2015 la tratta è gestita dalla Città metropolitana di Napoli. Dal 2019 è ritornata di nuovo sotto la gestione di ANAS.

## Percorso
La superstrada ha inizio allo svincolo del Centro Direzionale ed è preceduto da un tratto in viadotto gestito dal comune di Napoli che la collega alla tangenziale.
Il percorso curvando verso ovest tra Ponticelli e Volla incontra gli svincoli della Circumvallazione Esterna di Napoli, dell'A1 Milano-Napoli e dell'autostrada Napoli - Pompei - Salerno, l'uscita di Cercola immette sul raccordo (SS 162 racc) che consente il collegamento sia con l'area orientale di Napoli e le zone adiacenti che con la statale del Vesuvio.
Procede verso sud dividendo gli abitati di Pomigliano d'Arco e Castello di Cisterna, per intersecare poi l'A16 Napoli-Canosa.
L'uscita Castello di Cisterna-Brusciano, chiusa per lavori di manutenzione nel 2005, è stata riaperta nel novembre del 2010 e consente di immettersi sul tracciato storico della strada statale 7 bis di Terra di Lavoro e collegarsi con la via variante 7 bis che collega la superstrada con i comuni del nolano, prosegue verso la zona industriale di Pomigliano d'Arco e termina verso lo svincolo dell'Asse Mediano ad est di Acerra.

## Tabella percorso
| del Centro Direzionale | |      |                     |
| Tipo                   | Indicazione | ↓km↑ | Città metropolitana |
|                        | Tangenziale di Napoli Capodimonte Aeroporto di Napoli Capodichino Atitech | -    | NA                  |
|                        | Centro Direzionale Corso Malta | -    | NA                  |
|                        | Vigili del Fuoco solo mezzi autorizzati Inversione di marcia | -    | NA                  |
|                        | Zona Industriale di Napoli via De Roberto (Ponte della Fiat) Logistica De Roberto (ex Fiat) GLS Scaramuzza Mecfond Italcoast Berna point Oplonti service Complesso Neapolis Fagioli S.p.A Depuratore Napoli Est Sagifi Magnaghi | 0,0  | NA                  |
|                        | Milano-Napoli Napoli-Salerno Napoli centrale Napoli zona portuale San Giovanni a Teduccio | 1,6  | NA                  |
|                        | Ponticelli-Barra | 3,1  | NA                  |
|                        | Cercola Strada statale 162 racc Napoli via Argine Ospedale del mare Whirlpool Corporation Hitachi Strada statale 268 del Vesuvio                                                                                                | 5,2  | NA                  |
|                        | Circumvallazione Esterna di Napoli Milano-Napoli Casoria via Filichito Volla-Casalnuovo | 5,8  | NA                  |
|                        | Area di servizio | 6,0  | NA                  |
|                        | Area di servizio | 8,6  | NA                  |
|                        | Paesi vesuviani Sant'Anastasia Santuario della Madonna dell'Arco | 9,2  | NA                  |
|                        | Pomigliano sud | 9,4  | NA                  |
|                        | Pomigliano d'Arco Napoli-Canosa | 10,2 | NA                  |
|                        | Castello di Cisterna-Brusciano Variante 7 bis Mariglianella Marigliano | 13,0 | NA                  |
|                        | Zona Industriale di Pomigliano d'Arco Stabilimento Fiat Chrysler Tiberina Consorzio S.O.L.E Leonardo-Finmeccanica Raccordo A.S.I                                                                                                | 13,3 | NA                  |
|                        | Area di servizio | 12,5 | NA                  |
|                        | Marigliano | 15,7 | NA                  |
|                        | Acerra via Spiniello | 15,5 | NA                  |
|                        | Asse Mediano Asse di Supporto Nola-Villa Literno Caserta-Salerno | 16,2 | NA                  |